# Simson SR2

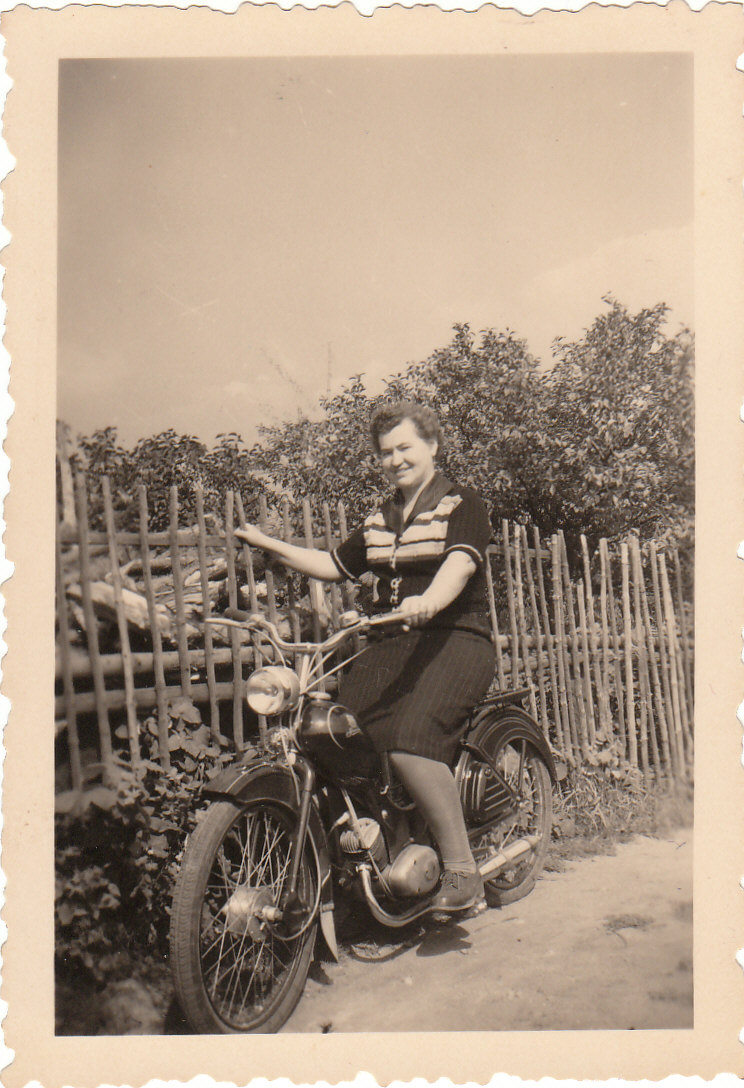
Seinerzeit (hier um 1960) wurde das SR2 häufig auch in Rock und ohne Helm gefahren.

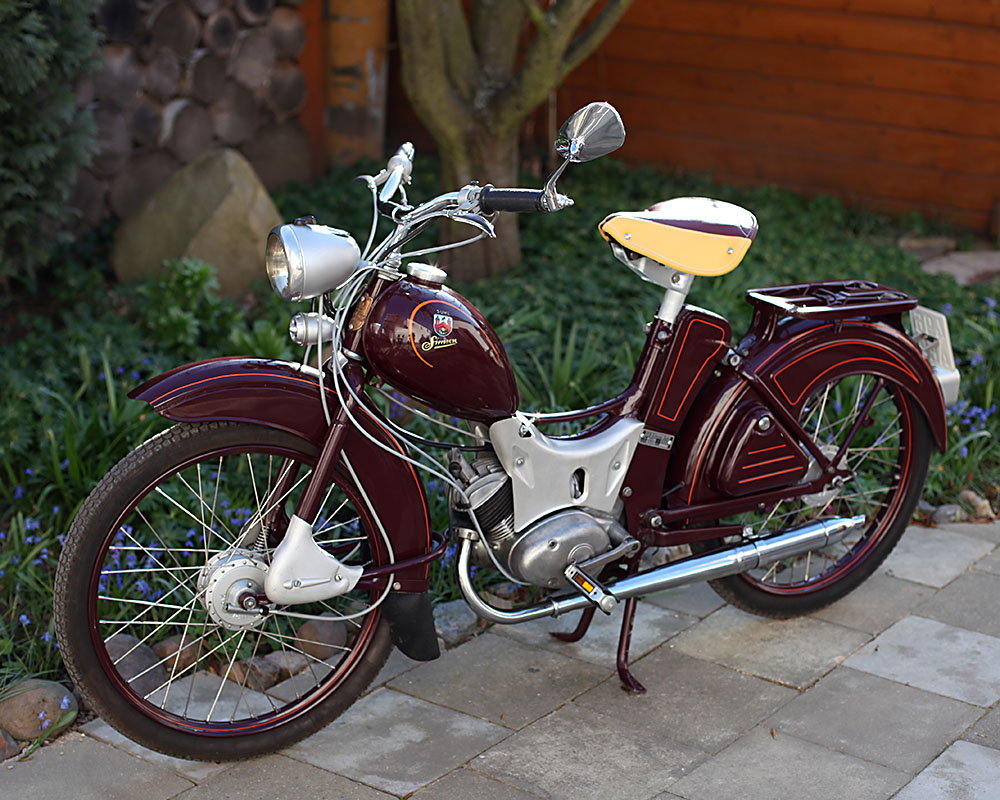
Simson SR2E von 1961 (komplett restauriert)

Das SR2 („SR“ bedeutet „Simson-Rheinmetall“) ist das Nachfolgemodell des ersten von Simson gefertigten Kleinkraftrades SR1 in Suhl (Thüringen). Es wurde erstmals auf der Leipziger Frühjahrsmesse 1957 vorgestellt und fand zusammen mit dem modifizierten Modell SR2E mit über 900 000 hergestellten Fahrzeugen außerordentlich große Verbreitung in der DDR.

## SR2
Das SR2 hatte einen Einzylinder-Zweitaktmotor mit Flachkolben, einen Schwunglichtmagnetzünder mit 15/18 W, wobei die Lichtspule eine Spannung von 6 V und eine Leistung von 18 W abgab und einen Scheinwerfer mit Zweifadenglühlampe (15/15 W, 6 Volt) versorgte. Das SR2 ist – wie sein Vorgänger – ein Moped, das heißt, der Motor wird durch Treten der Pedale angeworfen. Im Gegensatz zum Vorgänger SR1 konnte der Motor des SR2 im Stand gestartet werden, weil es genau genommen einen Pedal-Kickstarter besaß. Bei eingelegtem zweiten Gang und gezogener Kupplung konnte man auch „Radfahren“. Der Vergaser hat einen „Tupfer“ zum Niederdrücken des Schwimmers, der beim Kaltstart so lange gedrückt werden musste, bis Kraftstoff aus dem Vergasergehäuse lief. Der Tank wurde von 4,5 auf 6 Liter vergrößert, womit sich eine Reichweite von mehr als 300 km ergab. Das SR2 war auch international begehrt und wurde sogar in die USA exportiert. Neben dem üblichen Maron und Beige war es ab 1959 auch in Blau und Bordeauxrot erhältlich.

## SR2E
Das SR2E war eine Weiterentwicklung des SR2 und wurde aufgrund des Drängens einiger Importeure nach Leistungs- und Fahrwerksverbesserungen entwickelt und ab 1960 produziert. In der Entwicklung stand das „E“ für Export, und da aufgrund intensiver Bemühungen der Suhler Betriebsleitung die Mopedweiterentwicklung von der Berliner Parteispitze zum Allgemeingut erklärt wurde, konnte es auch in der DDR verkauft werden. Dabei war die Weiterentwicklung an sich nicht allzu umfangreich. Sie betraf im Wesentlichen eine Verbesserung der Federung. Am Vorderrad kam eine neue Kurzschwinge mit Schraubenfedern zum Einsatz. Der Federweg vergrößerte sich von 45 mm auf 60 mm. Die Schwinge verlief nun außen um das Schutzblech herum. Am Hinterrad wurde eine zentrale Schraubenfeder eingebaut.
Umfangreicher waren die Überarbeitungen im Jahre 1962, die jedoch keine Auswirkung auf die Modellbezeichnung hatten. Erneut wurde die Vorderradschwinge überarbeitet, der Federweg vergrößerte sich dabei nochmals auf 72 mm. Die Vorderradgabel war nun geschweißt und robuster. Auch die Federung des Sattels wurde verbessert. Die Motorleistung wurde durch Erhöhung der Verdichtung und geänderte Steuerzeiten auf 1,8 PS gesteigert, was vor allem der Beschleunigungsleistung zugutekam. Weitere Verbesserungen betrafen Kippständer, Gepäckträger und anderes mehr. Insgesamt ließ sich die Fachliteratur zur Feststellung verleiten, dass „das Moped immer mehr den Charakter eines Kurzstreckenverkehrsmittels verliert und sich nunmehr auch für größere Überlandfahrten (Urlaubsreisen) bestens eignet.“ Wenig später erfolgten noch einige Veränderungen im Detail, unter anderem verstärkte Radachsen, ein neuer Tachometerantrieb und ein modifiziertes Rücklicht mit deutlich vergrößerter Lichtaustrittsscheibe.
1963 erfolgte durch die Übernahme des Zylinderkopfes vom KR 50 eine Erhöhung der Verdichtung auf 8,5 und eine Leistungssteigerung auf 2,0 PS. Dies wurde jedoch erst rückwirkend seitens des Simson-Werkes festgestellt, sodass es in offiziellen Angaben zum SR2E bei 1,8 PS blieb.
Das SR2E war zwar ausgereift und robust, doch die internationale Entwicklung war längst in Richtung motorradähnlicher, zweisitziger Kleinkrafträder mit Fußrasten und 3- oder 4-Gang-Fußschaltung und deutlich mehr Motorleistung gegangen. Um dem Rechnung zu tragen, wurde bei Simson 1964 eine neue Modellpalette eingeführt. Als Nachfolger des SR2E kann der Simson Spatz gesehen werden. Nach 1964 wurden noch Ersatzrahmen für das SR2 produziert, deren Typenschild ein entsprechend jüngeres Baujahr ausweisen kann.

## Motorenhersteller

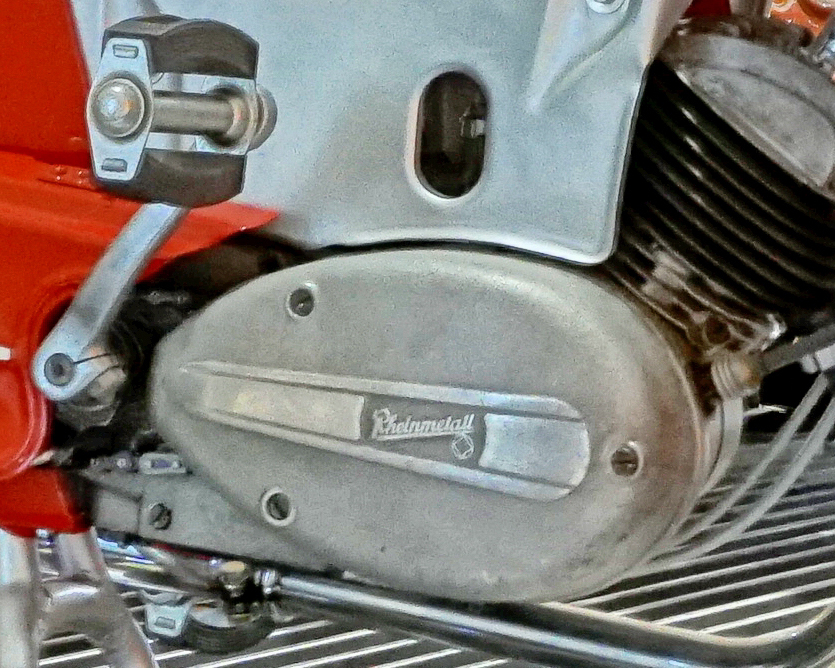
Rheinmetall-Logo auf dem Motorgehäuse der SR2

Der Hersteller der ersten DDR-Mopeds war bis zur Verlagerung der Moped-Produktion nach Suhl der VEB Rheinmetall-Büromaschinenwerk Sömmerda in Thüringen. Dieser Betrieb gehörte vor dem Zweiten Weltkrieg zum Rheinmetall-Borsig-Konzern Düsseldorf-Berlin-Sömmerda und stellte neben Büromaschinen in den letzten Vorkriegsjahren ebenso diverse Rüstungsgüter her. Die Moped-Motoren wurden noch lange weiter in Sömmerda gefertigt und nach Suhl geliefert! Daher war zu DDR-Zeiten auf den Motorengehäusen noch lange der Schriftzug „Rheinmetall“ vorhanden. Der Betrieb wurde nach einem Rechtsstreit mit dem weiter in der BRD bestehenden Konzern in "Supermetall", dann in "Soemtron" umbenannt und wurde Stammbetrieb des neu gegründeten Kombinates "Robotron".

## Technische Daten
| Kenngröße                     | Simson SR2                               | Simson SR2E                              |
| ----------------------------- | ---------------------------------------- | ---------------------------------------- |
| Motor                         | Rheinmetall-Zweitakt, Umkehrspülung      | Rheinmetall-Zweitakt, Umkehrspülung      |
| Starter                       | Pedalkickstarter                         | Pedalkickstarter                         |
| Kühlung                       | Fahrtwind                                | Fahrtwind                                |
| Bohrung (mm)                  | 38                                       | 38                                       |
| Hub (mm)                      | 42                                       | 42                                       |
| Hubraum (cm³)                 | 47,6                                     | 47,6                                     |
| Verdichtung                   | 7:1                                      | ab 1962 7,5:1 (ab 1963: 8,5:1)           |
| Leistung (PS/min)             | 1,5/5000                                 | ab 1962 1,8/5000 (ab 1963: 2,0)          |
| Kupplung                      | Dreischeiben-Ölbadkupplung               | Dreischeiben-Ölbadkupplung               |
| Getriebe                      | Zwei-Gang-Handschaltung                  | Zwei-Gang-Handschaltung                  |
| Vergaser                      | BVF-Zentral-Schwimmer-Vergaser NKJ 122-4 | BVF-Zentral-Schwimmer-Vergaser NKJ 123-4 |
| Zündkerze                     | M14-240                                  | M14-240                                  |
| Tankinhalt (l)                | 6                                        | 6                                        |
| Rahmen                        | Zentralrohr                              | Zentralrohr                              |
| Bereifung                     | 19 × 2,25                                | 19 × 2,25                                |
| Bremse vorn/hinten            | Innenbacken                              | Innenbacken                              |
| Federung vorn                 | Schwinghebel mit Gummipuffern            | Kurzschwinge auf Schraubenfedern         |
| Federung hinten               | Schwinge mit Schraubenfeder              | Schwinge mit Schraubenfeder              |
| Eigengewicht (kg)             | 54                                       | 55                                       |
| Höchstgeschwindigkeit (km/h)  | 45 (Werksangabe)                         | 45 (Werksangabe)                         |
| Bauzeit                       | 1957–1959                                | 1960–1964                                |
| Stückzahl                     | 390 000                                  | 515 000                                  |
| Zylinder                      | 1                                        | 1                                        |
| Kraftstoff                    | Zweitaktgemisch 1:33                     | Zweitaktgemisch 1:33                     |
| Verbrauch je 100 km (l)       | 1,7                                      | 1,7                                      |
| zulässiges Gesamtgewicht (kg) | 145                                      | 145                                      |
| Sitzplätze                    | 1                                        | 1                                        |

## Trivia
Wolfgang Schrader und Rüdiger König fuhren 1960–61 mit zwei SR2 560 Tage lang über 50.000 km „auf den Straßen Südosteuropas, Vorderasiens und Zentralafrikas“ von Dresden nach Oran (Algerien). „Der Zweck unserer Expedition bestand darin, die Mopeds unter extremsten Bedingungen zu testen.“